# Zbigņev Stankevičs
Zbigņevs Stankevičs (polonês: Zbigniew Stankiewicz; nascido em 15 de fevereiro de 1955) é um prelado letão da Igreja Católica. Ele é arcebispo metropolitano de Riga desde 2010. Ele já atuou como diretor espiritual e diretor do Instituto de Ciências Religiosas do Seminário em Riga.

## Biografia
Stankevičs nasceu em Lejasciems em uma família de descendência polonesa. Em 1978, obteve o Diploma em Engenharia no Instituto Politécnico de Riga. Ele trabalhou por 12 anos antes de prosseguir estudos religiosos, primeiro em um centro naval e depois em um banco. Naquela época, ele era vice-presidente da 'União Polonesa da Letônia'. Após a queda do comunismo na Europa e a restauração da independência da Letônia, ele entrou no seminário em 1990 em Lublin, na Polônia. Ele estudou filosofia e teologia na Universidade Católica de Lublin, recebendo um mestrado em Teologia em 1996. Foi ordenado sacerdote em 16 de junho de 1996 para a arquidiocese de Riga.
Após a ordenação, ocupou os seguintes cargos: assistente do presbítero da paróquia de São Francisco em Riga (1996-2001), capelão das Missionárias da Caridade (1996-1999), assistente da comunidade carismática "Effata", diretor espiritual do Seminário Maior de Riga (1999-2001).
De 2002 a 2008 completou seus estudos em Roma na Pontifícia Universidade Lateranense, onde obteve sua licenciatura e doutorado summa cum laude em Teologia Fundamental. Durante sua estada em Roma, foi diretor da Residência Beato Pio IX da Pontifícia Universidade Lateranense. Em 2008, tornou-se diretor espiritual do Seminário Maior de Riga, diretor do Instituto de Estudos Religiosos e sacerdote assistente da Paróquia de Cristo Rei em Riga.
Além de letão e polaco, também fala lituano, russo, italiano e inglês, e conhece francês e alemão.
O Papa Bento XVI nomeou-o arcebispo metropolitano de Riga em 19 de junho de 2010. Foi consagrado bispo em 8 de agosto de 2010 pelo cardeal Pujats, auxiliado pelo arcebispo Luigi Bonazzi, núncio apostólico nos Estados bálticos e pelo arcebispo Józef Kowalczyk, o primaz da Polônia. A cerimônia foi realizada na catedral evangélica luterana em Riga, que havia sido a catedral católica antes da Reforma Protestante, porque a sede atual da Arquidiocese Católica, St. James Cathedral era pequena demais para acomodar dignitários convidados, incluindo o presidente da Letônia, Valdis Zatlers. Ele foi instalado na Catedral de St. James em 21 de agosto. Cardeal Joachim Meisner, arcebispo de Colônia , também participou.
Em 12 de junho de 2012, foi nomeado membro do Conselho Pontifício para a Promoção da Unidade dos Cristãos por um período de cinco anos renovável.
Em outubro de 2015, ele participou do Sínodo dos Bispos da Família como representante eleito da Conferência Episcopal da Letônia.